# كفر داود (وادي النطرون)
قرية كفر داود هي إحدى القرى التابعة لمركز وادى النطرون في محافظة البحيرة في جمهورية مصر العربية. حسب إحصاءات سنة 2006، بلغ إجمالي السكان في كفر داود 4662 نسمة، منهم 2314 رجل و2348 امرأة.